# تشاركش (باقران)
تشاركش (بالفارسية: چارکش) هي مستوطنة تقع في إيران في قسم باقران الريفي.